# Парийи (станция метро)
«Парийи́» (фр. Parilly) — станция линии D Лионского метрополитена.

## Расположение
Станция находится в коммуне Венисьё на границе с 8-м округом Лиона. Платформа станции расположена под площадью Жюль Гранклеман (фр. place Jules Grandclément), в районе пересечения авеню Вивьяни (фр. avenue Viviani), Шарль де Голль (фр. avenue Charles De Gaulle) и Жюль Гед (фр. avenue Jules Guesde), а также бульваров Пенель (фр. boulevard Pinel) и Марсель Самбла (фр. boulevard Marcel Semblat). Вход на станцию производится с площади Жюль Гранклеман.

## Особенности
Станция открыта 11 декабря 1992 года в составе второй очереди линии D от станции Гранж Бланш до станции Гар де Венисьё. Состоит из двух путей и двух боковых платформ. Пассажиропоток в 2006 году составил 141 818 чел./мес.
Проект станции разработали архитекторы Франсуаз-Элен Журда (фр. Françoise-Hélène Jourda) и Жиль Перроден (фр. Gilles Perraudin). Станция накрыта демонтируемым сводом, так как планировалось, что со временем над станцией возведут здание, куда она окажется встроена, но это так и не было сделано. Крыша из поликарбоната оформлена по рисунку художника Патриса Жорда (фр. Patrice Giorda), названному «Узоры листьев».

## Происхождение названия
Название станции метро происходит от старинного имени этой местности. Хотя этимология топонима до конца не известна, предположительно, название происходит от галло-романского имени Parilius, происходящего от слова parius — равный, с суффиксом –acum — владение, собственность. К 1229 году слово «офранцузилось» и превратилось в Parillieu, а затем к XVI веку в Parilly. Таким образом, возможным историческим переводом могло бы быть собственность Парилиуса.

## Достопримечательности
- Стадион Вийерме[фр.] для игры в регби
- Стадион Матмю[фр.] для игры в регби
- Ипподром Парийи[фр.]
- Церковь Святой Жанны д'Арк в Парийи (1932) —исторический памятник

## Наземный транспорт
Со станции существует пересадка на следующие виды транспорта:

   — «главный» автобус

   — автобус

Пригородный автобус 111, 112, 113 и 2969